# Список супругов монархов Португалии
На протяжении всей истории португальской монархии, лишь трижды трон занимали женщины: Беатриса (на короткий промежуток времени в XIV веке), Мария I и Мария II.
Остальные женщины, известные, как королевы Португалии, были королевами-супругами. Тем не менее, многие из них были весьма влиятельными и сыграли не последние роли в истории страны.
Некоторые, как Изабелла Арагонская, супруга Диниша I и вовсе после смерти были причислены к лику святых.
Также в Португалии было два мужчины — супруга монарха: Огюст де Богарне и Фернанду II — оба супруги Марии II. Первый из них умер, оставив жену бездетной, и поэтому, так и не стал королём Португалии. Королём Португалии муж королевы мог быть назван лишь при условии рождения в браке детей. Второй муж Марии II был её консортом до рождения их первого ребёнка. После рождения наследника Фернанду I перестал быть консортом и стал де-юре правящим королём Португалии как Фернанду II.

## Супруги графов Португалии

### Второе графство Португалия
| Имя             | Портрет | Годы жизни | Супруг             | Дата свадьбы        | Графиня или консорт Португалии | Утрата статуса                                                                  |
| --------------- | ------- | ---------- | ------------------ | ------------------- | ------------------------------ | ------------------------------------------------------------------------------- |
| Уррака          |         | 1079—1126  | Рамон Беренгер IV  | Май 1092/ Июнь 1093 | 1093—1096                      | После отделения от Кастилии Галисии и Португалии стала соправительницей Галисии |
| Тереза Леонская |         | 1080—1130  | Генрих Бургундский | 1095                | 1096—22 мая1112                | Смерть мужа                                                                     |

## Супруги королей Португалии

### Бургундская династия
| Имя                       | Портрет | Даты жизни                        | Супруг                 | Дата свадьбы                                        | Королева или консорт Португалии        | Утрата статуса            |
| ------------------------- | ------- | --------------------------------- | ---------------------- | --------------------------------------------------- | -------------------------------------- | ------------------------- |
| Мафальда Савойская        |         | 1125 — 4 ноября 1157              | Афонсу I Великий       | 1146                                                | 1146—1157                              | Скончалась при жизни мужа |
| Дульса Арагонская         |         | 1160 — 1 сентября 1198            | Саншу I Португальский  | 1543                                                | 6 декабря 1185 — 1 сентября 1198       | Скончалась при жизни мужа |
| Уррака Кастильская        |         | 1186/ 28 мая 1187 — 3 ноября 1220 | Афонсу II Толстый      | 1206                                                | 26 марта 1212 — 3 ноября 1220          | Скончалась при жизни мужа |
| Месия Лопес де Аро        |         | 1215 — 3 ноября 1220              | Саншу II Благочестивый | 1246                                                | 1246— 4 декабря 1247                   | Свержение мужа            |
| Матильда де Даммартен     |         | 1202 — 14 января 1259/1260/1262   | Афонсу III Булонский   | 1235                                                | 4 января 1248—1253                     | Развод с королём          |
| Беатрис Кастильская       |         | 1242 — 27 октября 1303            | Афонсу III Булонский   | 1253                                                | 1253 — 16 февраля 1279                 | Смерть мужа               |
| Изабелла Арагонская       |         | 4 января 1271 — 4 июля 1336       | Диниш I Земледелец     | 2 февраля/24 июня 1282                              | 2 февраля/24 июня 1282 — 7 января 1325 | Смерть мужа               |
| Беатрис Кастильская       |         | 8 марта 1293 — 25 октября 1359    | Афонсу IV Храбрый      | 12 сентября 1309                                    | 7 января 1325 — 28 мая 1357            | Смерть мужа               |
| Инес де Кастро            |         | 1325/1327 — 7 января 1355         | Педру I Справедливый   | 1346 (тайный брак) 1 января 1354 (официальный брак) | -                                      |                           |
| Леонора Теллеш де Менезеш |         | 1350 — 27 апреля 1386             | Фернанду I Прекрасный  | март 1372                                           | март 1372 — 22 октября 1383            | Смерть мужа               |

### Ависская династия
| Имя                   | Портрет | Даты жизни                       | Супруг                 | Дата свадьбы     | Королева или консорт Португалии    | Утрата статуса            |
| --------------------- | ------- | -------------------------------- | ---------------------- | ---------------- | ---------------------------------- | ------------------------- |
| Филиппа Ланкастерская |         | 31 марта 1359 — 19 июля 1415     | Жуан I Добрый          | 11 февраля 1387  | 11 февраля 1387 — 9 сентября 1438  | Скончалась при жизни мужа |
| Элеонора Арагонская   |         | 1402 — 19 февраля 1445           | Дуарте I Красноречивый | 22 сентября 1428 | 14 августа 1433 — 19 июля 1415     | Смерть мужа               |
| Изабелла Коимбрская   |         | 1 марта 1432 — 2 декабря 1455    | Афонсу V Африканец     | 6 мая 1447       | 6 мая 1447 — 2 декабря 1455        | Скончалась при жизни мужа |
| Хуана Бельтранеха     |         | 21 февраля 1462 — 1530           | Афонсу V Африканец     | 30 мая 1475      | 30 мая 1475 — 1479                 | Развод с королём          |
| Леонора Ависская      |         | 2 мая 1458 — 17 ноября 1525      | Жуан II Совершенный    | 30 сентября 1497 | 30 сентября 1497 — 17 ноября 1525  | Смерть мужа               |
| Изабелла Астурийская  |         | 2 октября 1470 — 28 августа 1498 | Мануэл I Счастливый    | 30 сентября 1497 | 30 сентября 1497 — 28 августа 1498 | Скончалась при жизни мужа |
| Мария Арагонская      |         | 29 июня 1482 — 7 марта 1517      | Мануэл I Счастливый    | 30 октября 1500  | 30 октября 1500 — 7 марта 1517     | Скончалась при жизни мужа |
| Элеонора Австрийская  |         | 15 ноября 1498 — 25 февраля 1558 | Мануэл I Счастливый    | 16 июля 1518     | 16 июля 1518 — 13 декабря 1521     | Смерть мужа               |
| Екатерина Австрийская |         | 14 января 1507 — 12 февраля 1578 | Жуан III               | 10 февраля 1525  | 10 февраля 1525 — 11 июня 1557     | Смерть мужа               |

### Династия Габсбургов
| Имя                   | Портрет | Годы жизни                       | Супруг/Супруга | Дата свадьбы   | Королева или консорт Португалии  | Утрата статуса            |
| --------------------- | ------- | -------------------------------- | -------------- | -------------- | -------------------------------- | ------------------------- |
| Анна Австрийская      |         | 1 ноября 1549 — 26 октября 1580  | Фелипе I       | 4 мая 1570     | 31 января 1580 — 26 октября 1580 | Скончалась при жизни мужа |
| Маргарита Австрийская |         | 25 декабря 1584 — 3 октября 1611 | Фелипе II      | 18 апреля 1599 | 18 апреля 1599 — 3 октября 1611  | Скончалась при жизни мужа |
| Изабелла Французская  |         | 22 ноября 1602 — 6 октября 1644  | Фелипе III     | 25 ноября 1615 | 31 марта 1621 — 15 декабря 1640  | Свержение мужа            |

### Династия Браганса
| Имя                                        | Портрет  | Годы жизни                        | Супруг                          | Дата свадьбы                       | Королева или консорт Португалии  | Утрата статуса                                                                  |
| ------------------------------------------ | -------- | --------------------------------- | ------------------------------- | ---------------------------------- | -------------------------------- | ------------------------------------------------------------------------------- |
| Луиза де Гусман                            |          | 13 октября 1613 — 27 февраля 1666 | Жуан IV Восстановитель          | 12 января 1633                     | 1 декабря 1640 — 6 ноября 1656   | Смерть мужа                                                                     |
| Мария-Франциска Савойская                  |          | 21 июня 1646 — 27 декабря 1683    | Афонсу VI                       | 2 августа 1666                     | 2 августа 1666 — 24 марта 1668   | развод с королём                                                                |
| Мария-Франциска Савойская                  | Педру II | 21 июня 1646 — 27 декабря 1683    | 2 апреля 1668                   | 27 сентября 1683 — 27 декабря 1683 | Скончалась при жизни мужа        |                                                                                 |
| Мария София Нойбургская                    | Педру II |                                   | 6 августа 1666 — 4 августа 1699 | 11 августа 1687                    | 11 августа 1687 — 4 августа 1699 | Скончалась при жизни мужа                                                       |
| Мария Анна Австрийская                     |          | 7 сентября 1683 — 17 августа 1754 | Жуан V                          | 27 октября 1708                    | 27 октября 1708 — 31 июля 1750   | Смерть мужа                                                                     |
| Марианна Виктория Испанская                |          | 31 марта 1718 — 15 января 1781    | Жозе I                          | 19 января 1729                     | 31 июля 1750 — 24 февраля 1777   | Смерть мужа                                                                     |
| Педру III                                  |          | 5 июля 1717 — 25 мая 1786         | Мария I                         | 6 июня 1760                        | 24 февраля 1777 — 25 мая 1786    | Был соправителем супруги, как правящий король.                                  |
| Карлота Жоакина Бурбон                     |          | 25 апреля 1775 — 7 января 1830    | Жуан VI                         | 8 мая 1785                         | 20 марта 1816 — 28 мая 1826      | Смерть мужа                                                                     |
| Мария Леопольдина Австрийская              |          | 22 января 1797 — 11 декабря 1826  | Педру I                         | 6 ноября 1817                      | 26 марта 1826 — 28 марта 1826    | Свержение мужа                                                                  |
| Огюст де Богарне                           |          | 9 декабря 1810 — 18 марта 1835    | Мария II                        | 6 ноября 1817                      | 26 марта 1826 — 28 марта 1826    | Скончался при жизни жены                                                        |
| Фернанду II                                |          | 2 октября 1816 — 15 декабря 1885  | Мария II                        | 1 января 1836                      | 1 января 1836 — 16 сентября 1837 | Стал царствующим королём Португалии                                             |
| Аделаида Лёвенштейн-Вертгейм-Розенбергская |          | 3 апреля 1831 — 16 декабря 1909   | Мигел I                         | 24 сентября 1851                   |                                  | Вышла замуж за короля после его свержения и никогда не была королевой-консортом |

### Династия Браганса-Кобург
| Имя                                                 | Портрет | Годы жизни                         | Супруг           | Дата свадьбы    | Королева или консорт Португалии  | Утрата статуса            |
| --------------------------------------------------- | ------- | ---------------------------------- | ---------------- | --------------- | -------------------------------- | ------------------------- |
| Стефания Гогенцоллерн-Зигмаринген                   |         | 15 июля 1837 — 17 июля 1859        | Педру V          | 18 мая 1858     | 18 мая 1858 — 17 июля 1859       | Скончалась при жизни мужа |
| Мария Пиа Савойская                                 |         | 14 февраля 1847 — 5 июля 1911      | Луиш I           | 6 октября 1862  | 6 октября 1862 — 19 октября 1889 | Смерть мужа               |
| Амелия Орлеанская                                   |         | 28 сентября 1865 — 25 октября 1951 | Карлуш I Мученик | 22 мая 1886     | 19 октября 1889 — 1 февраля 1908 | Свержение мужа            |
| Августа Виктория Гогенцоллерн (королева в изгнании) |         | 19 августа 1890 — 29 августа 1966  | Мануэл II        | 4 сентября 1913 |                                  |                           |